# Salir del armario a los 60
Salir del armario a los 60 es un documental español del año 2006 dirigido y escrito por Ana Isabel Muñoz. 
El documental aborda los problemas y dificultades que padecen las personas homosexuales mayores. Entre otros temas se abordan la represión durante la dictadura franquista y la transición, la discriminación que sufren estas personas dentro del propio colectivo LGBT por ser mayores, cómo fue la primera generación que tuvo que hacer frente al sida y cómo muchos de ellos han tenido que vivir sus vidas en “el armario”, ocultando quiénes eran realmente.